# 天主教邁索爾教區
天主教邁索爾教區（拉丁語：Dioecesis Mysuriensis）是羅馬天主教的一個教區，位於印度卡纳塔克邦南部四縣，面積5,924.26平方公里。受天主教班加罗尔总教区管轄。
1850年建立宗座代牧區。1886年9月1日升為教區。2004年有教友94,500名，由161名司鐸名管理六十七個堂區。現任教區主教為多默‧安多尼‧瓦扎皮利。